# Vrhpolje, Hrpelje - Kozina
Vrhpolje je naselje v Občini Hrpelje - Kozina.